# 太和镇 (永兴县)
太和乡，是中华人民共和国湖南省郴州市永兴县下辖的一个乡镇级行政单位。

## 行政区划
太和乡下辖以下地区：
仁佳村、样下村、桐木村、盐塘村、双合村、仁忠村、顶上村、五合村、乌萝村、戏台村、七郎村、太和村、寺边村、小江村和连鱼村。